# Aquascypha hydrophora
Aquascypha hydrophora är en svampart som först beskrevs av Miles Joseph Berkeley, och fick sitt nu gällande namn av D.A. Reid 1965. Aquascypha hydrophora ingår i släktet Aquascypha och familjen Meruliaceae.   Inga underarter finns listade i Catalogue of Life.